# Qais Akbar Omar
Qais Akbar Omar (geb. 18. November 1982)  ist ein afghanisch-amerikanischer Schriftsteller. Er ist der Autor von Die Festung der neun Türme, einer Autobiografie seiner Kindheit in Afghanistan während der Jahre des Bürgerkriegs und der Taliban von 1992 bis 2001.

## Lebenslauf
Omar ist der Eigentümer von Kabul Carpets, einer Firma, die seine Familie seit vier Generationen betreibt. Als er 10 Jahre alt war, brach der Bürgerkrieg in Afghanistan aus, nachdem sich 1989 die sowjetischen Truppen zurückgezogen hatten. Im Alter von 10 Jahren erlernte er die Kunst des Teppichknüpfens von einer afghanisch-turkmenischen Nachbarin. Nachdem seine Familie unter dem Taliban-Regime nach Kabul zurückgekehrt war, führte er eine geheime Teppichfabrik in seinem Haus.
Er studierte ab 1999 Journalismus an der Universität Kabul. Omar arbeitete als Übersetzer für das US-Militär und die UN und unterstützte USAID und die Asian Development Bank als Spezialist für Textilien, wodurch er Teppichknüpfern in  Afghanistan half. Bis 2001 hatte er Afghanistan nie verlassen und alle politischen Veränderungen hautnah miterlebt.
Aus Furcht, dass er und seine Familie wegen seiner politischen Schriften gefährdet seien, zog Omar  2012 in die USA. Dort setzte er seine Ausbildung fort, die durch den Konflikt in Afghanistan unterbrochen worden war.

## Ausbildung
Omar schloss sein Bachelorstudium in Journalismus an der Kabul University ab. 2007 wurde er von der University of Colorado als „visiting scholar“ eingeladen. Er erwarb den Abschluss als Master of Business Administration von der Brandeis University. 2014 graduierte er von der Boston University mit einem Master of Fine Arts in Creative Writing. 2014–15 war er ein Scholars at Risk Fellow der Harvard University.

## Veröffentlichungen
Für die Anthologie That Mad Game: Growing up in a War Zone a steuerte Omar 2012 den Leitartikel A Talib in Love bei. Sein Hauptwerk ist A Fort of Nine Towers b aus dem Jahr 2013 mit seinen Erinnerungen über sein Aufwachsen in Afghanistan. Bis jetzt wurde A Fort of Nine Towers in über 20 Sprachen veröffentlicht.
Omar ist zusammen mit Stephen Landrigan der Coautor von Shakespeare in Kabul. c Eine erweiterte Fassung dieses Buchs erschien 2015 unter dem Titel A Night in the Emperor's Garden – A True Story of Hope and Resilience in Afghanistan. Dieses Buch beschreibt die erste Aufführung von Shakespeares Love’s Labour’s Lost in Afghanistan und wie eine Gruppe von Schauspielern und Schauspielerinnen 2005 für dieses Schauspiel zusammenkam. Es war das erste Mal seit 30 Jahren, dass Frauen unverschleiert auf einer Bühne auftraten. Die Aufführungen wurden in vielen Ländern besprochen. Omar schrieb auch für die Zeitschrift The Atlantic, The New York Times, und The Cairo Review of Global Affairs.

## Persönliches
Im September 2018 heiratete Omar Mai Wang, eine eingebürgerte Amerikanerin, die als Kind von Peking in die Vereinigten Staaten gezogen war. Das Paar hatte sich getroffen, als beide creative writing an der Boston University studierten.
Omar dient als ehrenamtlicher Botschafter für die Aschiana Foundation in Kabul und für die Initiative to Educate Afghan Women. Neben seiner Tätigkeit als Autor hält er weltweit Vorträge über die afghanische Teppichkunst.

## Weblink
- Brief von Qais Akbar Omar an seine Leser, vom 7. Oktober 2021 (englisch), abgerufen am 10. Oktober 2022.

| Personendaten    | Personendaten                            |
| ---------------- | ---------------------------------------- |
| NAME             | Omar, Qais Akbar                         |
| KURZBESCHREIBUNG | afghanisch-amerikanischer Schriftsteller |
| GEBURTSDATUM     | 18. November 1982                        |